# Macrozelima
Macrozelima, rod azijskih kukaca dvokrilaca iz porodice osolikih muha. Kao monotipski rod opisan je 1930. i smješten u podtribus Tropidiina. Druga vrsta otkrivena je u Burmi i opisana tek 1978. godine

## Vrste
1. Macrozelima hervei (Shiraki, 1930)
2. Macrozelima scripta Hippa, 1978